# 774-й истребительный авиационный полк
774-й истребительный авиационный Берлинский орденов Суворова и Александра Невского  полк (774-й иап) — воинская часть Военно-воздушных сил (ВВС) Вооружённых Сил РККА, принимавшая участие в боевых действиях Великой Отечественной войны.

## Наименования полка
За весь период своего существования полк несколько раз менял своё наименование:
- 1-й истребительный авиационный полк;
- 774-й истребительный авиационный полк;
- 774-й истребительный авиационный ордена Суворова полк;
- 774-й истребительный авиационный орденов Суворова и Александра Невского полк;
- 774-й истребительный авиационный Берлинский орденов Суворова и Александра Невского полк;
- Полевая почта 23321.

## Создание полка
774-й истребительный авиационный полк создан путём переименования 16 февраля 1942 года 1-го истребительного авиационного полка, находящегося на переформировании в 8-м запасном истребительном авиационном полку.

## Расформирование полка
774-й истребительный авиационный Берлинский орденов Суворова и Александра Невского полк 10 апреля 1947 года расформирован в 282-й истребительной авиационной дивизии. Личный состав полка обращён на доукомплектование других частей дивизии.

## В действующей армии
В составе действующей армии:
- с 17 марта 1942 года по 17 июня 1942 года
- с 22 октября 1942 года по 16 марта 1943 года
- с 3 июня 1943 года по 9 мая 1945 года

## Командиры полка

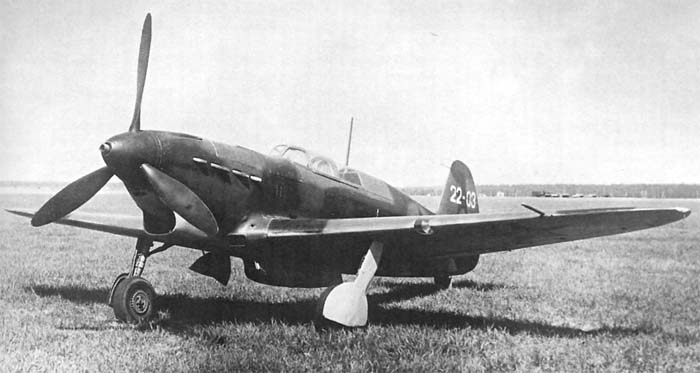
истребитель Як-7

- майор Гуткин Лев Моисеевич[5], 09.1941 — 03.1942
- майор Жемчужин Алексей Алексеевич[5], 03.1942 — 08.1942
- майор Анащенко Иван Семёнович[5], 08.1942 — 07.1943
- майор Найденко Михаил Макарович[5], 07.1943 — 09.1944
- подполковник Макогон Афанасий Алексеевич[5], 09.1944 — 11.1945

## В составе соединений и объединений
| Период        | Фронт (округ)                                   | армия                | корпус                           | дивизия                                       | примечание                          |
| ------------- | ----------------------------------------------- | -------------------- | -------------------------------- | --------------------------------------------- | ----------------------------------- |
| 16.02.1942 г. | Приволжский военный округ                       | ВВС округа           |                                  | 8-й запасной истребительный авиационный полк  | полк переименован в 774-й иап, Як-1 |
| 12.03.1942 г. | Северо-Западный фронт                           | ВВС фронта           | Резерв Ставки ВГК                | 2-я ударная авиационная группа                | Як-1                                |
| 17.06.1942 г. | Приволжский военный округ                       | ВВС округа           |                                  | 16-й запасной истребительный авиационный полк | пос. Баланда Саратовской области    |
| 18.08.1942 г. | Сибирский военный округ                         | ВВС округа           |                                  | 19-й запасной истребительный авиационный полк | ст. Обь, Як-7 б                     |
| 02.10.1942 г. | Московский военный округ                        | ВВС округа           | Резерв Ставки ВГК                | 282-я истребительная авиационная дивизия      | Химки, Як-7 б                       |
| 22.10.1942 г. | Калининский фронт                               | 3-я воздушная армия  |                                  | 282-я истребительная авиационная дивизия      | Як-7 б                              |
| 06.11.1942 г. | Юго-Западный фронт                              | 17-я воздушная армия |                                  | 282-я истребительная авиационная дивизия      | Як-7 б                              |
| 17.03.1943 г. | Приволжский военный округ                       | ВВС округа           | Резерв Ставки ВГК                | 282-я истребительная авиационная дивизия      | Як-7 б                              |
| 07.04.1943 г. | Приволжский военный округ                       | ВВС округа           | Резерв Ставки ВГК                | 13-й запасной истребительный авиационный полк | пополнен Як-1б                      |
| 03.06.1943 г. | Центральный фронт                               | 16-я воздушная армия | 6-й смешанный авиационный корпус | 282-я истребительная авиационная дивизия      | Як-1б, Як-7 б                       |
| 14.07.1943 г. | Брянский фронт                                  | 15-я воздушная армия |                                  | 234-я истребительная авиационная дивизия      | Як-1б, Як-7 б                       |
| 15.08.1943 г. | Центральный фронт                               | 16-я воздушная армия | 6-й смешанный авиационный корпус | 282-я истребительная авиационная дивизия      | Як-1б, Як-7 б                       |
| 20.10.1943 г. | Белорусский фронт                               | 16-я воздушная армия | 6-й смешанный авиационный корпус | 282-я истребительная авиационная дивизия      | Як-1б, Як-7 б                       |
| 17.02.1944 г. | 1-й Белорусский фронт                           | 16-я воздушная армия | 6-й смешанный авиационный корпус | 282-я истребительная авиационная дивизия      | Як-1б, Як-7 б                       |
| 15.09.1944 г. | 1-й Белорусский фронт                           | 16-я воздушная армия |                                  | 282-я истребительная авиационная дивизия      | Рыжки, Польша; Як-9                 |
| 09.05.1945 г. | 1-й Белорусский фронт                           | 16-я воздушная армия |                                  | 282-я истребительная авиационная дивизия      | Як-9                                |
| 10.06.1945 г. | Группа советских оккупационных войск в Германии | 16-я воздушная армия |                                  | 282-я истребительная авиационная дивизия      | Як-9                                |
| 10.12.1945 г. | Киевский военный округ                          | 17-я воздушная армия |                                  | 282-я истребительная авиационная дивизия      | Як-9                                |
| 10.04.1947 г. | Киевский военный округ                          | 17-я воздушная армия |                                  | 282-я истребительная авиационная дивизия      | полк расформирован                  |

## Участие в операциях и битвах
- Демянская операция — с 17 марта 1942 года по 20 мая 1942 года.
- Сталинградская оборонительная операция — с 15 ноября 1942 года по 18 ноября 1942 года.
- Сталинградская наступательная операция — с 19 ноября 1942 года по 1 января 1943 года.
- Среднедонская операция — с 16 декабря 1942 года по 30 декабря 1942 года.
- Ворошиловградская операция — с 29 января 1943 года по 18 февраля 1943 года.
- Воздушное сражение на Кубани — с 17 апреля 1943 года по май 1943 года.
- Курская битва — с 5 июля 1943 года по 12 июля 1943 года.
- Орловская наступательная операция — с 12 июля 1943 года по 18 августа 1943 года.
- Черниговско-Припятская операция — с 26 августа 1943 года по 30 сентября 1943 года.
- Калинковичско-Мозырская операция — с 8 января 1944 года по 8 февраля 1944 года.
- Рогачёвско-Жлобинская операция — с 21 февраля 1944 года по 26 февраля 1944 года.
- Белорусская операция «Багратион» — с 23 июня 1944 года по 29 августа 1944 года.
- Бобруйская операция — с 24 июня 1944 года по 29 июня 1944 года.
- Минская операция — с 29 июня 1944 года по 4 июля 1944 года.
- Люблин-Брестская операция — с 18 июля 1944 года по 2 августа 1944 года.
- Висло-Одерская операция — с 12 января 1945 года по 3 февраля 1945 года.
- Варшавско-Познанская наступательная операция — с 14 января 1945 года по 3 февраля 1945 года.
- Восточно-Померанская операция — с 10 февраля 1945 года по 4 апреля 1945 года.
- Берлинская наступательная операция — с 16 апреля 1945 года по 8 мая 1945 года.

## Награды
- 774-й истребительный авиационный полк 19 февраля 1945 года за образцовое выполнение боевых заданий командования в боях с немецкими захватчиками, за овладение городом Варшава и проявленные при этом доблесть и мужество Указом Президиума Верховного Совета СССР от 19 февраля 1945 года награждён орденом Суворова III степени.
- 774-й истребительный авиационный ордена Суворова полк 28 мая 1945 года за образцовое выполнение боевых заданий командования в боях при прорыве обороны немцев и наступлении на Берлин и проявленные при этом доблесть и мужество Указом Президиума Верховного Совета СССРот 28 мая 1945 года награждён орденом Александра Невского.

## Почётные наименования
774-й истребительный авиационный орденов Суворова и Александра Невского полк 15 июня 1945 года за отличие в боях при разгроме берлинской группы немецких войск овладением столицы Германии городом Берлин — центром немецкого империализма и очагом немецкой агрессии на основании приказа Верховного Главнокомандующего № 359 от 02.05.1945 года приказом НКО СССР № 0111 от 15 июня 1945 года удостоен почётного наименования «Берлинский».

## Благодарности Верховного Главнокомандующего
- за овладение городом Гомель[8]
- за овладение крепостью Прага[9]
- за овладение городом Варшава[10]
- за овладение городами Лодзь, Кутно, Томашув (Томашов), Гостынин и Ленчица[11]
- за овладение городом и крепостью Кистжинь (Кюстрин)[12]
- за вступление в Берлин[13]
- за ликвидацию группы немецких войск, окружённой юго-восточнее Берлина[14]

## Отличившиеся воины полка
- Манойлов Иван Антонович, старший лейтенант, заместитель командира эскадрильи 774-го истребительного авиационного полка 282-й истребительной авиационной дивизии 17-й воздушной армии Указом Верховного Совета СССР 31 марта 1943 года удостоен звания Герой Советского Союза. Посмертно.
- Романенко Иван Иванович, капитан, штурман 774-го истребительного авиационного полка 282-й истребительной авиационной дивизии 16-й воздушной армии Указом Верховного Совета СССР 4 февраля 1944 года удостоен звания Герой Советского Союза. Золотая Звезда № 3332.

## Статистика боевых действий
Всего за годы Великой Отечественной войны полком:
| Выполнено боевых вылетов | Сбито самолётов в воздухе | Уничтожено самолётов всего |
| ------------------------ | ------------------------- | -------------------------- |
| 5819                     | 267                       | 268                        |

Свои потери:
| Потеряно самолётов, всего | Погибло лётчиков всего |
| ------------------------- | ---------------------- |
| 130                       | 58                     |

## Самолёты на вооружении
| И-15 бис |  | Як-9 | И-16 |

| Период      | Самолёты |
| ----------- | -------- |
| 1941 — 1942 | И-15 бис |
| 1941 — 1942 | И-16     |
| 1942 — 1943 | Як-1     |
| 1942 — 1944 | Як-7б    |
| 1943 — 1944 | Як-1б    |
| 1944 — 1947 | Як-9     |

## Базирование полка
| Период                  | Место дислокации                        |
| ----------------------- | --------------------------------------- |
| 07.1945 — 10.12.1945    | Гросенхайн, Германия                    |
| 10.12.1945 — 10.04.1947 | Харьков-Сокольники, Харьковская область |